# Aspasius von Auch
Aspasius von Auch (Aspais; † 560) war Abt in der Stadt Auch (Eauze/Gascogne). In den Jahren 533, 541 und 549 nahm er an den Konzilien von Orléans teil. Im Jahr 551 hielt er ein regionales Konzil ab. Ihm ist ebenso wie dem Heiligen Aspasius von Melun der 2. Januar gewidmet.
Möglicherweise ist Aspasius von Auch identisch mit Aspasius von Melun, jedoch listen manche Quellen die beiden Beschreibungen separat. Auch sind die angeführten Datierungen derzeit nicht schlüssig.